# 2006 год в Китае
Список событий, произошедших в 2006 году в истории Китая.

## 30 октября(вторник)
- Премьер Госсовета КНР Вэнь Цзябао заявил сегодня на пресс-конференции, что юбилейный саммит Китай-АСЕАН послужит укреплению, углублению и оживлению отношений между Китаем и АСЕАН. Сегодня на 3-й ярмарке Китай-АСЕАН был подписан ряд соглашений о сотрудничестве между предприятиями Китая и стран АСЕАН. На церемонии подписания соглашений присутствовали министр коммерции КНР Бо Силай, главы ведомств экономики и торговли 10 стран АСЕАН и генеральный секретарь АСЕАН[1].

## 16 сентября(суббота)
- Более 300 тысяч жителей Тайваня вышли на улицы столицы острова с требованием отставки главы государства. Поводом для манифестации стало разоблачение крупной финансовой аферы, в которой оказались замешаны жена и зять главы администрации. Сторонники оппозиции считают, что после громкого скандала Чэнь Шуйбянь должен уйти со своего поста. Сам он отрицает все обвинения и заявил, что не намерен покидать президентское кресло до истечения срока своих полномочий[2].

## 17 августа(четверг)
- В Китае прошла 100-дневная операция по борьбе с контрафактной продукцией, в ходе которой китайские власти проверили более 89 тыс. торговых точек. В результате были изъяты 8,4 млн нелегальных копий и более 3 тыс. торговых точек закрыты. Минимальный штраф для нарушителей составит 10 тыс. юаней (1 тыс. 250 долл.). В ближайшие три года в стране будут созданы 50 центров по защите прав интеллектуальной собственности, которые займутся приёмом соответствующих жалоб и будут подключены к сайтам государственных структур, следящих за соблюдением норм закона[3].

## 11 августа(пятница)
- Сегодня в 14:20 при подъезде к станции «Лунъян лу» в одном из вагонов шанхайского маглева возник пожар. Была произведена эвакуация пассажиров, на место прибыли пожарные подразделения и к 15:40 пожар был ликвидирован, жертв и пострадавших нет. Как сообщается, пожар был вызван человеческим фактором[4]. Линия маглева в Шанхае была открыта в 2002 году, максимальная скорость движения — 431 км/ч.

## 10 августа(четверг)
- Сегодня в 17:25 по местному времени тайфун «Саомай» достиг побережья в уезде Цаннань города Вэньчжоу провинции Чжэцзян. Сила тайфуна достигает 17 баллов (для сравнения, тайфун силой 12 баллов способен опрокинуть поезд). По словам метеорологов, это самый сильный тайфун, обрушивавшийся на Китай за последние 50 лет. Сила ветра в центре тайфуна превышает 60 м/сек, или 250 км/ч. Всем судам приказано вернуться в порты, из прибрежных районов было эвакуировано более 1,5 млн. человек. Жертвами тайфуна стали 106 человек, 190 числятся пропавшими без вести; разрушено 54000 домов.

## 9 августа(среда)
- Премьер Госсовета КНР призвал региональных чиновников обратить внимание на проблемы быстрого роста экономики. В ходе посещения одной из ферм Вэнь Цзябао заявил, что «главы всех регионов должны четко понимать проблемы, которые могут возникнуть, и их источник». «Мы должны предотвратить опасную и нестабильную ситуацию, которая может сложиться из-за быстрого экономического роста», - добавил премьер Госсовета Китая[5].

## 6 июля(четверг)
- Индия и Китай открыли пограничный горный перевал Нату-Ла для ведения приграничной торговли.

## 23 июня(пятница)
- В съёмных комнатах увеселительных заведений Пекина будет запрещено проигрывать электронную музыку. Эта мера является частью камнании по борьбе с наркозависимостью среди молодёжи, становящейся всё более острой проблемой в городах Китая. В четверг первые 18 увеселительных заведений подписали «Соглашение о наведении порядка и ответственности развлекательных заведений»[6].

## 19 июня(понедельник)
- Премьер Госсовета КНР Вэнь Цзябао отверг обвинения в адрес Китая со стороны некоторых американских СМИ о том, что Китай проводит в Африке политику неоколониализма, интересуясь только нефтяными ресурсами африканских стран.

- В ходе своего турне по 7 странам чёрного континента Вэнь Цзябао посетил Египет, где на пресс-конференции заявил: «Все знают, что есть торговля нефтью между Китаем и несколькими африканскими странами, она открытая, прозрачная... её объём не равен и трети объёма торговли некоторых крупных держав. <...> Шапку неоколониализма невозможно надеть на голову Китая... китайская нация в катастрофах познала ту страшную боль, которую приносит народу колониальное владычество...»[7]

## 17 июня(суббота)
- Чиновники из Поднебесной рассматривают возможность большей открытости внутреннего энергетического рынка для зарубежных инвесторов. В частности, указывается на необходимость усиления международного сотрудничества в нефтегазовой сфере, обеспечения стабильного экспорта «чёрного золота» и, что особенно важно, большей открытости внутреннего энергетического рынка для зарубежных инвесторов.

## 15 июня(четверг)
- В Китае завершился пятый юбилейный саммит Шанхайской организации сотрудничества.

Он был отмечен большим количеством двусторонних встреч. Весьма насыщенной выдалась программа у Президента России.
Пятилетний юбилей ШОС встречает в ранге влиятельной международной организации. Общая площадь — более 30 млн. квадратных километров. Как и у любой крупной международной структуры, есть свой бюрократический аппарат и генеральный секретарь — в Пекине. Свой силовой блок — антитеррористический центр в Ташкенте. Появился и Деловой Совет. Раз в год собирается Совет глав государств. Накануне лидеры общались в неформальной обстановке. Президент Узбекистана обратил внимание коллег на «недружественное поведение некоторых государств в Южно-Азиатском регионе».

## 14 июня(среда)
- Власти США объявили о введении санкций против четырёх китайских компаний, которых подозревают в финансовом и материально-техническом содействии ракетным программам Ирана.

Отныне всем юридическим и физическим лицам в США запрещено иметь с ними дело, а их активы подлежат замораживанию.
На следующий день официальный представитель МИДа КНР заявил, что Китай выражает «крайнее неудовлетворение… ошибочными действиями США» и потребовал отменить все наложенные санкции.

## 13 июня(вторник)
- Китай облетел Россию: Airbus А-320 будут собираться в Китае.

В четверг европейский концерн Airbus и китайская Национальная комиссия по развитию и реформированию объявили о решении создать в Китае сборочное производство узкофюзеляжных самолётов А-320. Строительство сборочной линии обойдётся в 630 млн долларов, ещё 375-630 млн долл. составят дополнительные инвестиции. На заводе будут работать 600 человек. К 2011 году производственная мощность завода составит четыре самолёта в месяц.

## 11 июня(воскресенье)
- Заместитель мэра Пекина Лю Чжихуа уволен по обвинению в коррупции. Он отвечал за контроль над ходом строительства Олимпийской деревни к Олимпиаде-2008.

Это решение было принято сегодня на 28-й сессии Собрания народных представителей города Пекина 12-го созыва «на основании  выявленных фактов преступных действий, неопровержимых  доказательств, серьёзности дела и негативного влияния».
Западные СМИ также сообщают о «дворце наслаждений», заполненном юными наложницами, который Лю Чжихуа построил для себя в пригороде Пекина.

## 28 мая(среда)
- Всемирный банк будет предоставлять Китаю $1,5 млрд ежегодно.

Всемирный банк намерен в 2006-2010гг. предоставлять Китаю до 1,5 млрд долл. займов ежегодно. Как сообщается в распространённом пресс-релизе банка, займы будут выделяться через Международный банк реконструкции и развития (МБРР). Около 70% всех кредитов будет направляться на различные проекты, реализуемые в беднейших провинциях Китая.

## 24 мая(воскресенье)
- Bank of China привлёк в ходе IPO $9,73 млрд.

Вторая по величине китайская кредитная организация Вank of China привлекла в ходе первичного размещения акций (IPO) 75,4 млрд гонконгских долл. (9,73 млрд долл.). Компании удалось выручить 2,95 гонконгских долл. за акцию, что на 5 центов превысило прогноз банка.